# 土屋多加史
土屋 多加史（つちや たかふみ、1979年 - ）は、日本の芸術家。
インスタレーション、絵画など幅広い表現方法で作品を発表している。Wada Fine Arts所属。

## 略歴
福島県いわき市出身。2003年、東京芸術大学美術学部絵画科油画専攻卒業。
2005年、東京芸術大学大学院美術研究科油画修了。2007 - 2010年、東京芸術大学教育研究助手。

## 作品

### 個展
- 2014 「TRANCE」｜ Wada Fine Arts（築地 / 東京）
- 2010 「FLARE」｜ Wada Fine Arts（築地   /東京）
- 2009 「片肺の国」/ The country with one lung｜ Wada Fine Arts（築地 / 東京）
- 2008 「聞いた話の現実味」/ the reality of hear-say｜ Wada Fine Arts（築地 / 東京）
- 2007 「王女の孤独に満ち満ちて」/ full of quietude｜ Wada Fine Arts（築地 / 東京）
- 2006 「土屋多加史展」｜ ギャラリーイセヨシ（銀座 / 東京）
- 2005 「土屋多加史展」｜ ギャラリーイセヨシ（銀座 / 東京）
- 2004 「土屋多加史展」｜ ギャラリーイセヨシ（銀座 / 東京）
- 2004 「as time passes」｜ Desperado（渋谷/東京）

### グループ展
- 2012 会津・漆の芸術祭2012 ｜（会津 / 福島）
- 2011 会津・漆の芸術祭2011 ｜（会津 / 福島）
- 2011 三越×東京藝術大学「夏の芸術祭-次世代を担う若手作家作品展」｜（東京 / 日本橋）
- 2010 会津・漆の芸術祭2010 ｜（会津 / 福島）
- 2008 「In Touch with the Present」 ｜（Yong Siew Toh Conservatory of Music National University of Singapore Estate Office Drive / シンガポール）
- 2008 「BLUE DOT ASIA」ソウルアーツセンター（韓国）
- 2007 「Pocheon Asia Biennale」|（抱川 / 韓国）
- 2005 「東京芸術大学+バウハウス大学国際交流展 rosa ーあらわになる色ー」｜ 東京芸術大学陳列館（東京）
- 2003 「Artist By Artist 」｜ 六本木ヒルズ（森アーツセンター / 東京）
- 2003 「東京芸術大学+バウハウス大学国際交流展 Green space ー光と影ー」｜（ワイマール / ドイツ）